# Břínkov
Břínkov (německy Bschinkow) je malá vesnice, část městyse Ročov v okrese Louny. Nachází se asi 3,5 km na sever od Ročova. V roce 2009 zde bylo evidováno 42 adres. V roce 2011 zde trvale žilo 48 obyvatel.
Břínkov je také název katastrálního území o rozloze 4,15 km2.

## Historie
První písemná zmínka o obci pochází z roku 1380.

## Obyvatelstvo
|                                                                     | 1869 | 1880 | 1890 | 1900 | 1910 | 1921 | 1930 | 1950 | 1961 | 1970 | 1980 | 1991 | 2001 | 2011 |
| ------------------------------------------------------------------- | ---- | ---- | ---- | ---- | ---- | ---- | ---- | ---- | ---- | ---- | ---- | ---- | ---- | ---- |
| Obyvatelé                                                           | 166  | 179  | 189  | 197  | 205  | 211  | 215  | 117  | 89   | 85   | 50   | 45   | 39   | 48   |
| Domy                                                                | 29   | 29   | 29   | 33   | 35   | 40   | 45   | 46   | .    | 26   | 19   | 25   | 26   | 32   |
| Počet domů z roku 1961 je zahrnut v celkovém počtu domů obce Ročov. |      |      |      |      |      |      |      |      |      |      |      |      |      |      |

## Galerie

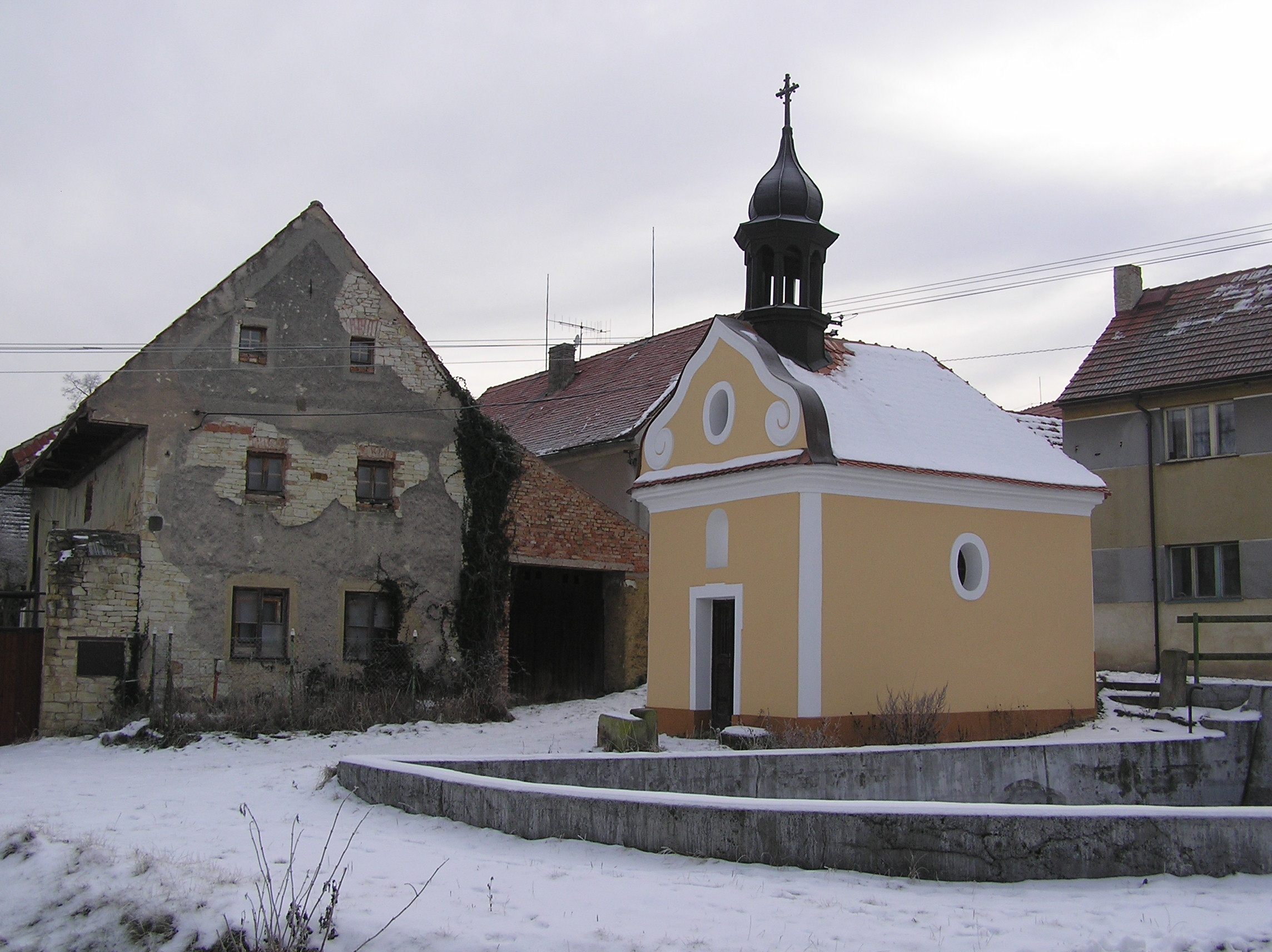
Pozdně barokní kaplička
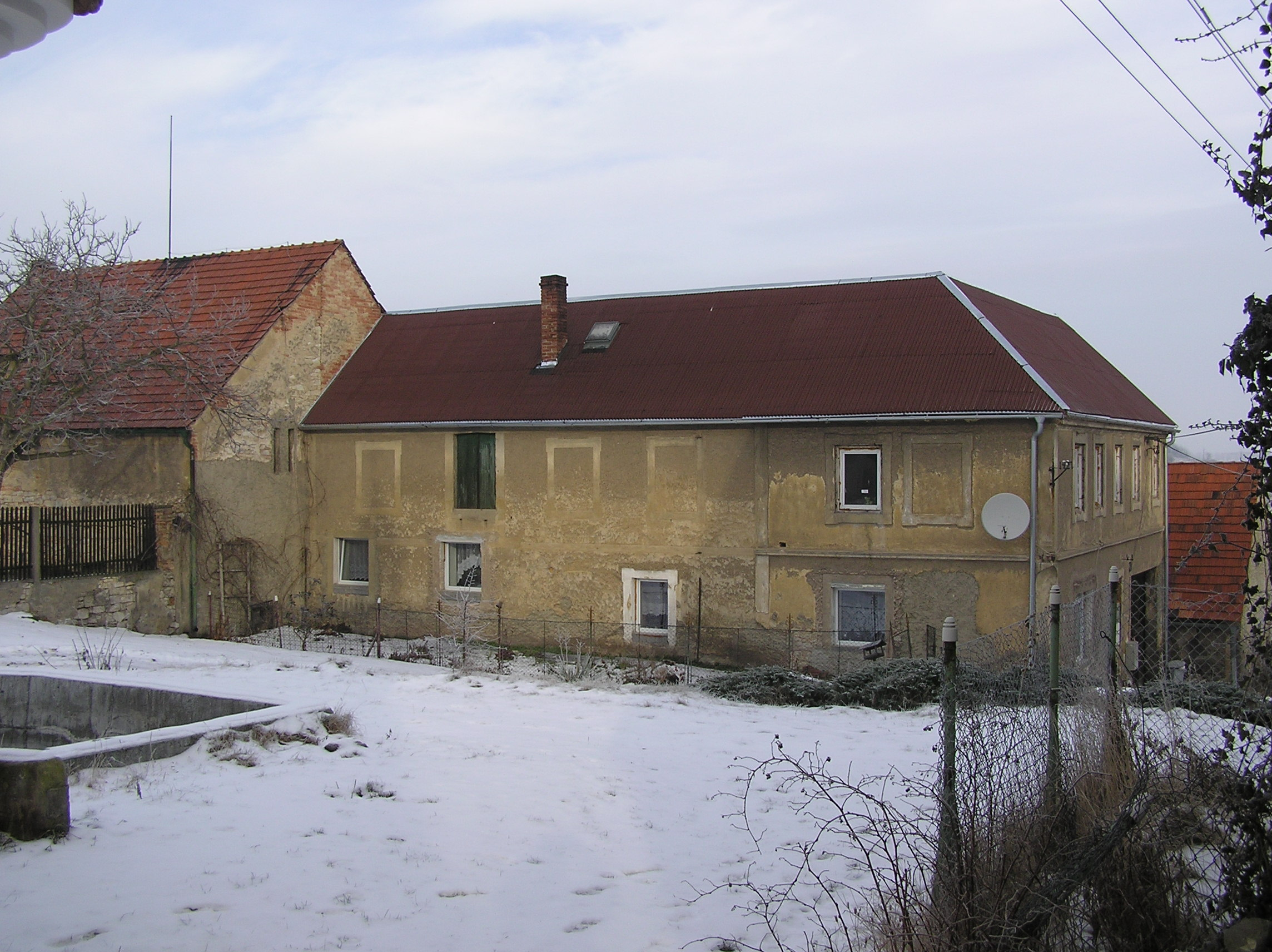
Barokní statek
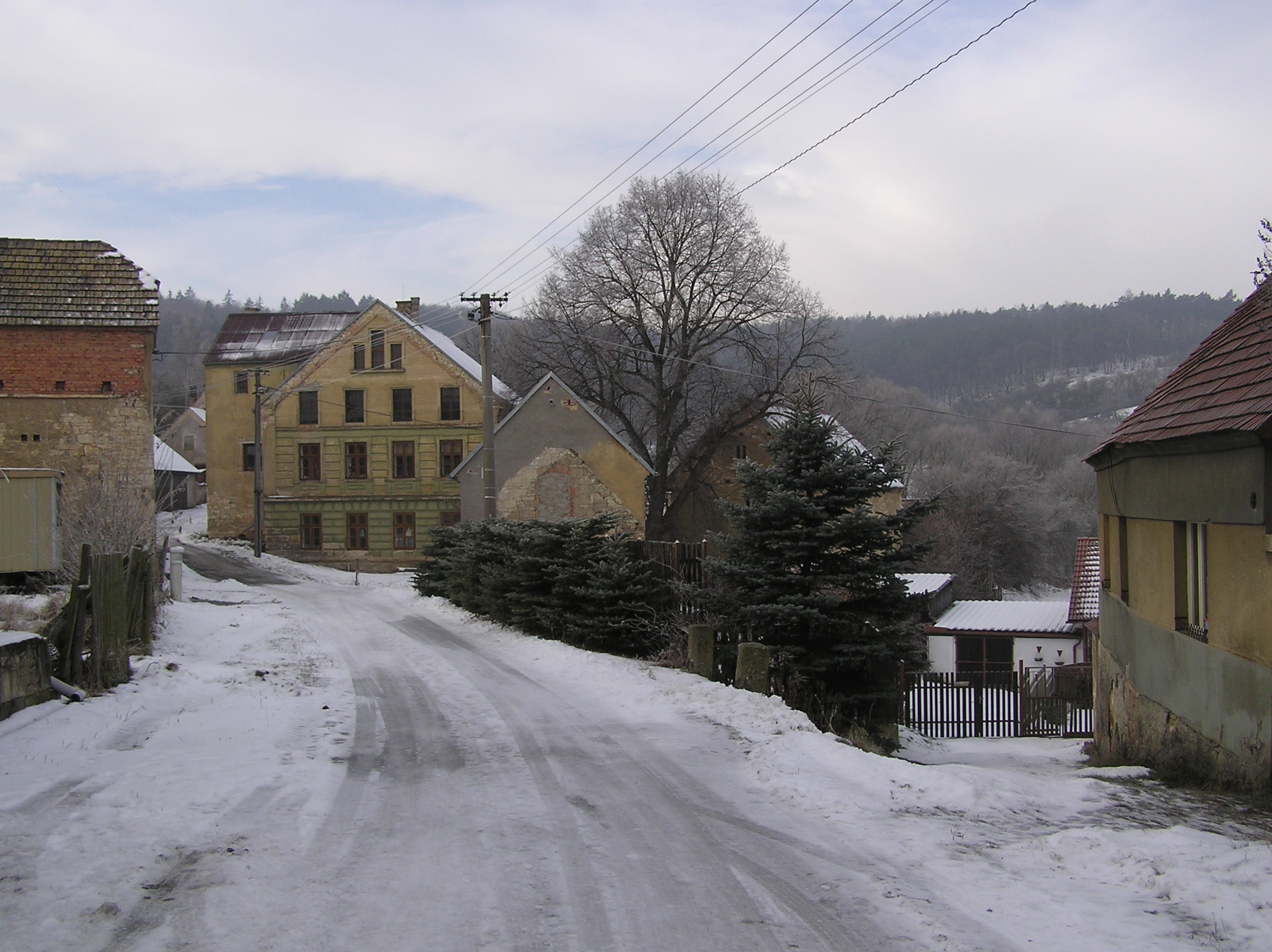
Ulice ve vsi